# 장난전화

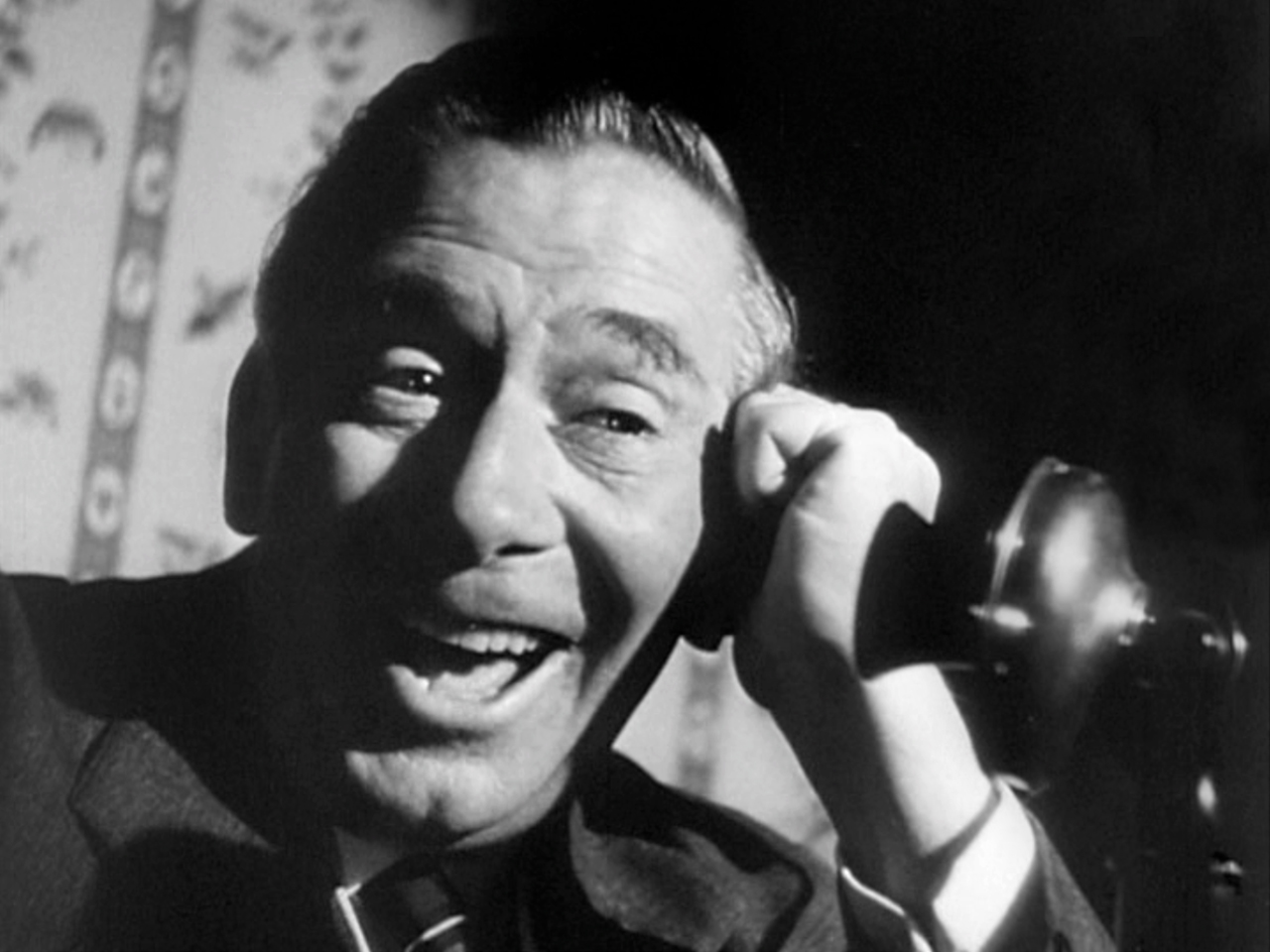

장난전화(hoax call)는 전화기를 이용한 날조 내지 장난이다. 전화기가 발명된 이래로 장난전화는 전세계적으로 존재해왔다. 그러나 이는 다른 사람 혹은 단체의 인적·물적 손해를 유발할 수 있는 행위로, 그 정도가 심하거나 횟수가 잦을 경우 경범죄처벌법에 따라 처벌받을 수 있다. 특히 112와 119 등 경찰과 소방서를 상대로 한 장난전화는 위계에 의한 공무집행방해죄로 분류된다. 그래서 장난전화를 하면 양치기 소년처럼 될 수도 있다.

## 같이 보기
- 이메일 스푸핑
- 전화외설증